# 兰斯克鲁纳市镇
兰斯克鲁纳市镇（瑞典語：Landskrona kommun）是瑞典南部斯科讷省的一个市镇。其治所位于兰斯克鲁纳。